# Poiana, Dâmbovița
Poiana là một xã thuộc hạt Dâmbovița, România. Dân số thời điểm năm 2002 là 3978 người.